# Ricardo Leão Sabino

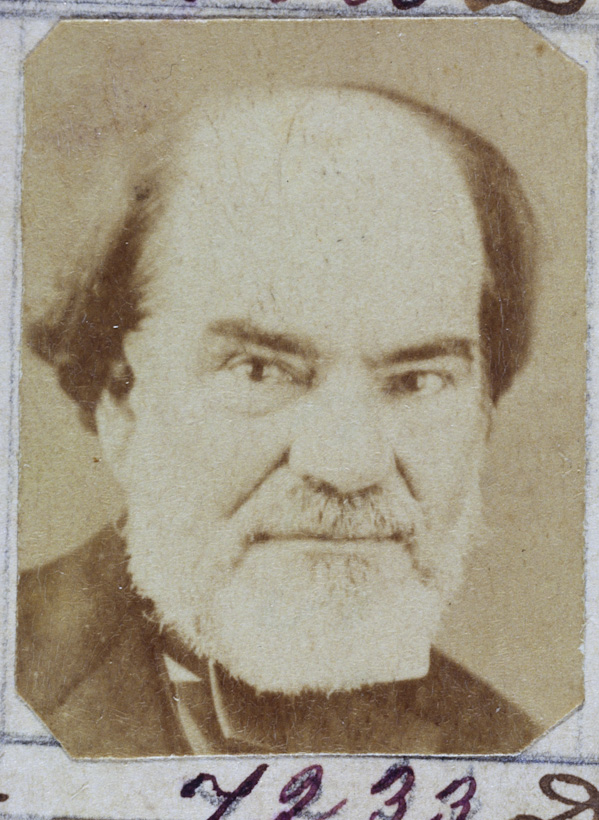
Fotografia de Ricardo Leão Sabino presente no acervo do Museu Paulista da USP

Ricardo Leão Sabino (Caxias, 1814 — Caxias, 1902) foi um militar, professor, político, latinista e filósofo brasileiro.

## Biografia
Era ligado ao partido liberal (chamados de bem-te-vis, por causa do jornal que o partido mantinha, chamado "O Bem-te-vi"); expoente de relevo no história do Brasil por sua participação na resistência ao movimento da balaiada. De tradição literária e filosófica clássica, ensinava latim e francês num curso que mantinha em Caxias, é famoso por ter sido professor do poeta Gonçalves Dias, escritor do célebre poema "Canção do Exílio" — um dos poemas mais conhecidos da literatura brasileira —, apontado por muitos estudos por incutir no poeta o tema da poema épico e das primeiras linhas de pensamentos nacionalistas e patrióticos que viriam a dar-lhe o título de poeta nacional do Brasil. Foi um ávido pesquisador da língua latina e da neolatina francesa.

## A Balaiada
Os revoltosos investiram contra a Vila de Caxias e, a vila estava sob a liderança civil de João Paulo Dias e do capitão militar Leão Sabino, que conseguiram resistir bravamente, inclusive com o apoio de mulheres, quarenta e seis dias sob o cerco do bando de Raimundo Gomes.
Quando não havia mais como defender a vila, o capitão Leão Sabino simulou haver aderido à revolta, mas disparou um canhão, causando pânico entre os balaios, o que permitiu que a vila fosse evacuada. Esta vitória animou o partido dos "Bem-te-vis", que enviou emissários à capital São Luís, pedindo a rendição ao presidente do Maranhão.

## Dados relevantes
De formação militar, Ricardo Leão Sabino chegou à patente de capitão do Exército Brasileiro e, dedicou-se também ao magistério, tendo um colégio particular sob seu comando sendo que, dentre seus alunos se destaca o célebre poeta Gonçalves Dias. As aulas que ministrava versavam sobre latim, francês e filosofia. Ricardo Leão Sabino foi pai de Horácio Sabino (1869-1950), empreendedor no ramo imobiliário.